# Overcome
Overcome (en español: Superar) es el cuarto álbum de estudio de la banda estadounidense de metalcore, All That Remains. Fue lanzado el 16 de septiembre de 2008. Overcome es el primer álbum de All That Remains desde su debut para no ser producida por Adam Dutkiewicz de Killswitch Engage, es también la primera en presentar al actual baterista de la banda, Jason Costa. Es también el primer álbum que no cuentan con elementos de melodic death metal. Este es su primer álbum que algunas canciones no tienen ningún gritos. 

## Información general
El 21 de julio de 2008, dos temas del nuevo álbum - Before the Damned y Relinquish - hizo su debut en el perfil de la banda en MySpace. Al comentar sobre las pistas, el vocalista Philip Labonte dijo, "lo que representa el lado más pesado de ATR. La última vez que hizo esto pusimos 'La Donación Voluntaria débil" y nos sentimos como si fuera una especie de tradición para realmente dar una patada en las bolas cuando por primera vez mostrar cosas nuevas! Así que aquí es la mayor cosa que se nos ocurrió para 'Overcome.'" Chiron hizo su debut el 11 de agosto 2008 en el perfil de la banda en MySpace.
La canción es el primer single del álbum, con un detrás de las cámaras. se disparan y el video musical oficial presentado a YouTube.
Dos de las canciones del álbum, "Two Weeks", y "Chiron," estaban hechos y disponible como contenido descargable para Rock Band el 9 de septiembre de 2008. Las pistas estaban exclusivos para Rock Band durante una semana antes de que el álbum fue lanzado.
La canción "Two Weeks" se añadió a la página MySpace de la banda el 8 de septiembre de 2008 para ayudar a promover el lanzamiento del paquete de la canción en Rock Band. Es el segundo sencillo del álbum y un vídeo musical ha sido lanzado para ello. La canción se ha convertido en su mayor éxito hasta la fecha, craqueo entre los diez primeros de Billboard Mainstream Rock Tracks. El álbum debutó en el # 16 en el Billboard 200 y ha vendido más de 200 000 copias, por lo que es su álbum más exitoso hasta la fecha.

La banda envió su tercer sencillo del álbum "Forever In Your Hands" en las radios el 15 de junio de 2009. Este sencillo también contó con una versión acústica de la canción, la primera vez que la banda había lanzado una canción "acústica".
El 7 de octubre de 2009, la banda lanzó el bonus track "Frozen", disponible anteriormente sólo en Japón, como una descarga gratuita desde su página web. El mismo día, un vídeo musical de "Forever in Your Hands " fue lanzado. 
El 17 de marzo de 2010, la canción "DaysWithout" fue lanzado en el Rock Band Network como una canción descargable. El 8 de abril de 2010, el "Forever in Your Hands " seguido y, finalmente, "Undone " fue lanzado el 27 de abril de 2010

## Lista de canciones
| Overcome |                                         |          |  |
| N.º      | Título                                  | Duración |  |
| 1.       | «Before the Damned»                     | 2:54     |  |
| 2.       | «Two Weeks»                             | 4:17     |  |
| 3.       | «Undone»                                | 3:12     |  |
| 4.       | «Forever in Your Hands»                 | 3:37     |  |
| 5.       | «Chiron»                                | 4:25     |  |
| 6.       | «Days Without»                          | 3:11     |  |
| 7.       | «A Song for the Hopeless»               | 4:15     |  |
| 8.       | «Do Not Obey»                           | 3:12     |  |
| 9.       | «Relinquish»                            | 2:51     |  |
| 10.      | «Overcome»                              | 2:39     |  |
| 11.      | «Believe in Nothing» (Nevermore cover)  | 4:24     |  |
| 12.      | «Frozen (Japanese version bonus track)» | 3:27     |  |
| 42:26    |                                         |          |  |

## Personal

### All That Remains
- Philip Labonte – Voz
- Mike Martin – Guitarra rítmica
- Oli Herbert – Guitarrista líder
- Jeanne Sagan – bajo
- Jason Costa – Batería

### Producción
- Producido por Jason Suecof